# Palpita pudicalis
Palpita pudicalis es una especie de polillas perteneciente a la familia Crambidae descrita por George Hamilton Kenrick en 1907. 
Se encuentra en Papúa Nueva Guinea y tiene una envergadura de 30 mm.